# Мало (Швеция)
Вижте пояснителната страница за други значения на Мало.
Мало (на шведски: Malå) е малък град в северна Швеция, лен Вестерботен. Главен административен център на едноименната община Мало. Разположен е около река Малон. Намира се на около 650 km на север от централната част на столицата Стокхолм и на около 160 km на северозапад от главния град на лена Умео. Населението на града е 2050 жители според данни от преброяването през 2010 г.